# Ріта Медрано
Ріта Медрано (26 січня 1990) — мексиканська плавчиня.
Учасниця Олімпійських Ігор 2012 року.